# 愛知県立小牧南高等学校
愛知県立小牧南高等学校（あいちけんりつこまきみなみこうとうがっこう）は、愛知県小牧市にある県立の高等学校である。

## 沿革
- 1980年（昭和55年） - 開校。
- 1983年（昭和58年） - エアコン設置（愛知県下公立高校としては初）。名古屋空港の騒音対策の為。飛行機の離着陸による騒音が酷く、教室の窓も二重窓となっている。

## 校訓
- 知・行・恕（ち・こう・じょ）

## 進路指導
特色として、毎日授業開始前に「積小テスト」と呼ばれる小テストを行い、基礎学力の向上に努めていた。2019年（令和元年）度から廃止。
小牧市内にある学校で、多くの生徒が大学に進学している。上位数名のみ進学先が地元の国公立大学（名古屋大学、名古屋工業大学、名古屋市立大学、愛知教育大学、岐阜大学等）であり生徒の多くは地元の中堅私立大学（南山大学、愛知大学、愛知学院大学、中京大学、名城大学等）または専門学校に進学する。

## 学校行事

### 前期
- 4月 - 入学式、離任式、着任式、新入生歓迎会（1年）
- 5月 - 
  - 1年：スプリングキャンプ（郡上高原）
  - 2年：修学旅行（北海道）
  - 3年：遠足（長島スパーランド）
- 7月 - 夏季スポーツ大会
- 8月 - 課外授業（全学年）
- 9月 - 牧南祭（全学年）

### 後期
- 11月 - 芸術鑑賞会：劇団四季ミュージカル（2年）
- 12月 - 課外授業（全学年）
- 1月 - 百人一首大会（1年）
- 3月 - 卒業式、冬季スポーツ大会（1・2年）、学習合宿（2年）

## 牧南祭
小牧南高校の文化祭および体育祭の総称。
三日間行われ、最初の二日間が文化祭であり、クラス企画を行い、優劣を競いながら楽しむ。最終日は体育祭であり、様々な競技がある中、花形は女子の棒引きと応援発表である。応援発表は縦割りのグループで行う。

## 所在地
- 愛知県小牧市小木東二丁目183

## 交通手段
- 名鉄バス - 「小牧南高校口」バス停下車。

※ 大半の生徒は自転車通学である。

## 周辺の様子
開校時は周囲を田園が占めていたが、国道41号（名濃バイパス）や名古屋高速11号小牧線、名神高速道路の小牧ICが近いこともあり、現在は倉庫など物流基地が多くなっている。名古屋飛行場（県営名古屋空港）にも近い。愛知運輸支局の小牧自動車検査登録事務所が近くにある。

## 著名な出身者
- 植田尚（テレビディレクター）
- 初宿和夫（八王子市長）
- 多田えりか（タレント）
- 山田雅彦（厚生労働審議官）